# 비디오 게임의 초기 역사
비디오 게임의 역사는 최초의 전자 게임이 발명된 때부터 오늘날까지의 기간에 걸쳐 많은 발명과 개발이 이루어졌다. 비디오 게임은 아케이드 비디오 게임, 게임 콘솔 및 가정용 컴퓨터 게임이 일반 대중에게 소개된 1970년대와 1980년대에 주류 인기를 얻었다. 그 이후로 비디오 게임은 세계 대부분 지역에서 대중적인 엔터테인먼트 형태이자 현대 문화의 일부가 되었다. 따라서 비디오 게임의 초기 역사는 1947년 전자 디스플레이를 갖춘 최초의 대화형 전자 게임, 1950년대 초 최초의 진정한 비디오 게임, 1970년대 초기 아케이드 비디오 게임(퐁)의 등장 사이의 기간을 포괄한다. 그리고 1972년 마그나복스 오디세이를 통해 1세대 비디오 게임기의 시작을 알렸다. 이 기간 동안 컴퓨팅 기술의 큰 발전에 상응하는 다양한 장치와 발명품이 있었고, 실제 최초의 비디오 게임은 사용된 "비디오 게임"의 정의에 따라 달라졌다.
1947년 음극관 놀이 장치(최초의 알려진 대화형 전자 게임이자 전자 디스플레이를 사용한 최초의 게임)가 발명된 후 최초의 진정한 비디오 게임은 1950년대 초에 만들어졌다. 처음에는 1950년과 1951년에 버티 더 브레인 및 님로드 컴퓨터와 같은 기술 시연으로 만들어졌던 비디오 게임도 학술 연구의 범위가 되었다. 일반적으로 실제 보드 게임을 시뮬레이션하는 일련의 게임이 프로그래밍, 인간-컴퓨터 상호 작용 및 컴퓨터 알고리즘을 탐구하기 위해 다양한 연구 기관에서 만들어졌다. 여기에는 1952년 OXO와 크리스토퍼 스트래치의 드래프트 프로그램, CRT 디스플레이를 통합한 최초의 소프트웨어 기반 게임, 여러 체스 및 체커 프로그램이 포함된다. 단순히 오락용으로 만들어진 최초의 비디오 게임은 오실로스코프에서 움직이는 그래픽을 특징으로 하는 1958년의 테니스 포 투일 것으로 추정된다. 시간이 지남에 따라 컴퓨팅 기술이 향상됨에 따라 컴퓨터는 더 작아지고 빨라졌으며, 1950년대 말에는 컴퓨터에서 작업할 수 있는 능력이 대학 직원과 학부생에게 개방되었다. 이 새로운 프로그래머들은 학문적이지 않은 목적으로 게임을 만들기 시작했고, 이는 1962년 스페이스워! 출시로 이어졌다. 이는 단일 연구 기관 외부에서 사용할 수 있는 최초의 디지털 컴퓨터 게임 중 하나로 알려져 있다.
1960년대의 나머지 기간 동안 점점 더 많은 프로그래머가 디지털 컴퓨터 게임을 작성했으며 때로는 카탈로그를 통해 상업적으로 판매되었다. 컴퓨터 가격 하락으로 인해 비디오 게임의 대상이 수십 개 이상의 연구 기관으로 확대되고, 다양한 유형의 컴퓨터에서 실행되는 프로그래밍 언어가 만들어지면서 더욱 다양한 게임이 개발되기 시작했다. 1971년 코인식 아케이드 게임인 갤럭시 게임(Galaxy Game)의 출시와 최초의 아케이드 비디오 게임인 컴퓨터 스페이스(Computer Space)의 출시로 비디오 게임은 1970년대 초반 상업용 비디오 게임 산업이 시작되면서 새로운 시대로 전환되었으며, 이후 1972년에는 비디오 게임이 새로운 시대로 전환되었다. 엄청난 성공을 거둔 아케이드 게임인 퐁과 최초의 가정용 비디오 게임 콘솔인 마그나복스 오디세이가 출시되어 1세대 비디오 게임 콘솔이 탄생했다.

### Research
- Ralph H. Baer Papers, 1943–1953, 1966–1972, 2006 – Ralph Baer's prototypes and documentation housed at the Smithsonian Lemelson Center
- Classic Gaming Expo 2000: Baer Describes the Birth of Videogames
- "History of Video Games" Timeline 보관됨 2018-02-08 - 웨이백 머신 by the Computerspielemuseum Berlin

### Game simulation
- EDSAC simulator to play OXO
- Nimrod Interactive Simulation for Be OS operating system
- Tennis for Two simulation
- Spacewar! Java simulation